# Jaded (canção de Miley Cyrus)
"Jaded" é uma canção da cantora norte-americana Miley Cyrus. Lançada em 17 de abril de 2023, através da Columbia Records, a música foi trabalhada como o terceiro single do oitavo álbum de estúdio da artista, Endless Summer Vacation (2023). A obra foi escrita por Miley Cyrus, Sarah Aarons e Greg Kurstin, que também produziu a canção.

## Videoclipe
O videoclipe de "Jaded", dirigido por Jacob Bixenman e Brendan Walter, foi lançado em 16 de maio de 2023.

## Performance ao vivo
"Jaded" foi apresentada pela primeira vez, ao vivo, no concerto especial de Miley Miley Cyrus – Endless Summer Vacation (Backyard Sessions). O show foi lançado em 10 de março de 2023 no Disney+.

## Créditos
Créditos adaptados do Tidal, Pitchfork e dos textos de rodapé do Endless Summer Vacation.

### Gravação
- Gravado no No Expectations Studios, em Los Angeles.
- Mixado no Windmill Lane Studios, em Dublin.
- Masterizado no Sterling Sound, em Edgewater, Nova Jérsei.

### Equipe
- Sarah Aarons – composição
- Julian Burg – engenharia
- Miley Cyrus – vocais, composição e produção executiva
- Greg Kurstin – composição, produção, engenharia, instrumentação
- Joe LaPorta – engenharia de masterização
- Mark "Spike" Stent – engenharia de mixagem
- Matt Tuggle – engenharia
- Matt Wolach – assistência de engenharia